# Mexicansk motmot
Mexicansk motmot (latin: Momotus mexicanus) er en skrigefugl, der lever i Mexico og Guatemala.